# Patrick Joseph Dillon
Patrick Joseph Dillon (Tuam, Condado de Galway, 1842- Dublín, 11 de julio de 1889) fue un sacerdote católico irlandés, de destacada actuación en la vida pública de Argentina.

## Vida
Dillon nació en Tuam, Condado de Galway. Hijo de John Dillon y de Julia Rigny, Dillon estudió es una escuela de Banagher y luego ingresó al seminario All Hallows Catholic y fue ordenado sacerdote el 25 de octubre de 1863 en Dublín. Sus estudios en el seminario fueron pagados por el padre Anthony Dominic Fahy, que necesitaba sacerdotes para la comunidad irlandesa en Argentina, por lo que, luego de ordenarse, fue enviado de inmediato a Argentina.

## Argentina

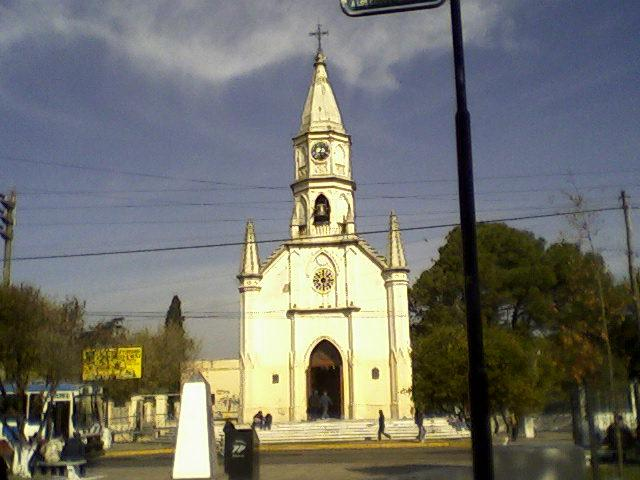
Iglesia Nuestra Señora de la Merced, primer destino del padre Dillon.

Dillon llegó a Argentina en 1864. Recién llegado, el padre Fahy lo designa párroco de la comunidad irlandesa de Merlo y luego fue trasladado a Cañuelas.
Hacia fines de 1865 Dillon viajó a las Islas Malvinas para atender a los fieles católicos de las islas. En ese mismo año es designado profesor en el Seminario de Buenos Aires. En 1869 ganó el puesto de canónigo del Cabildo eclesiástico. Asistió al Concilio Vaticano I como asesor teológico del arzobispo Mariano José de Escalada. En 1871 es designado párroco de la comunidad irlandesa en Buenos Aires tras la muerte del padre Fahy. En 1872 abre la Capilla de Santa Brígida en la localidad de La Choza, actual Partido de Marcos Paz, y en 1873 capellán del Hospital Irlandés. En 1874 es designado capellán de las Hermanas de la Misericordia. En 1876 funda el colegio St. George's para niños de familias angloparlantes.
El padre Dillon era un hombre de mente abierta que trató de conciliar la doctrina católica con las nuevas ideas científicas del evolucionismo y similares.

## The Southern Cross
A mediados de la década de 1870 ya existían en Buenos Aires varios periódicos que expresaban la opinión de las distintas comunidades extranjeras, españolas, italianas y británicas.
Con la muerte del padre Fahy, la comunidad irlandesa argentina quedó un tanto desorganizada. La crisis económica de 1874 repercutió grandemente en los criadores de ovejas, mayoritariamente irlandeses. A esto se sumaba la presión fiscal del gobierno nacional sobre dichos criadores, quienes también sufrían el robo de sus ganados por delincuentes rurales.
En un intento por organizar a la comunidad irlandesa y expresar su opinión ante el gobierno nacional, el padre Dillon decide fundar un periódico para la comunidad. En 1875 funda el semanario en idioma inglés The Southern Cross, cuyo primer número salió a la venta el 16 de enero de 1875. El nuevo periódico tuvo el apoyo del Arzobispo Aneiros, que en su juventud también había publicado un periódico católico.
Dillon definió al semanario como «católico e irlandés», en oposición al otro periódico escrito en inglés, The Standard, orientado a la comunidad británica, de propiedad de los hermanos irlandeses Michael y Edward Mulhall, que estuvo en circulación entre 1861 hasta 1959.
El periódico constaba de cuatro hojas tamaño «sábana», anuncios, noticias de Europa, Irlanda, el papado, asuntos financieros, el precio de la lana y demás noticias relacionadas con la economía. Sus suscriptores, fundamentalmente estancieros irlandeses dedicados a la cría de ganando ovino de la provincia de Buenos Aires, pagaban unos 20 dólares por año. En las misas se aprovechaba para vender los ejemplares del periódico. The Southern Cross llegó a distribuirse en los Estados Unidos.
El periódico recién no tuvo su propia imprenta hasta 1883, en los talleres del periódico Le Courrier de la Plata.
Dillon fue editor de la publicación hasta 1882.

## Política
En 1879, en un acto dirigido por Dillon, se funda el General Brown Club, un club político cuyo objetivo era el de postular candidatos tanto en el gobierno provincial como nacional, favorecer reformas económicas, fomentar la inmigración europea y «restaurar la moral de los gauchos».
Contando con The Southern Cross como órgano de propaganda, en poco tiempo el club logró colocar a muchos de los estancieros irlandeses en los cargos ejecutivos de las distintas municipalidades de la provincia de Buenos Aires. Sus representantes en el senado provincial lograron aprobar leyes de reforma electoral, de combate contra la delincuencia rural y otras reformas económicas.
En 1880, gracias al club, el padre Dillon y Eduardo Murphy fueron elegidos para el parlamento de la Provincia de Buenos Aires como partidarios de Dardo Rocha y del Partido Autonomista Nacional. Dillon integró la Comisión de Asuntos Constitucionales y trabajó en favor de la Federalización de Buenos Aires. En 1883 el padre Dillon fue elegido senador para el Senado de la Nación en representación de la Provincia de Buenos Aires.

## El casoDresden
En 1881 el padre Dillon fue comisionado por el Senado para viajar a Irlanda a fin de promover una inmigración organizada desde ese país. En 1887 Buckley O'Meara y John Stephen Dillon —hermano del padre Dillon— fueron enviados a Irlanda como agentes de inmigración. Cada agente recibiría £ 5 por cada inmigrante más comisiones, y todos los inmigrantes serían embarcados hacia la Argentina en el vapor Dresden. El Dresden partió el 25 de enero de 1889 del puerto de Cobh proveniente del puerto de Southampton, Inglaterra, donde habían embarcado cerca de 500 pasajeros. Luego hizo escala en Queenstown (actual Cork), donde abordaron cerca de 1200 personas. La gran mayoría de los inmigrantes eran hombres jóvenes trabajadores y mujeres jóvenes que trabajarían como amas de llaves, la mayoría de ellos provenientes de Dublín, Cork y Limerick. El 15 de febrero de 1889 arribó a Buenos Aires el vapor Dresden con 1.774 inmigrantes irlandeses, a los que alojaron en el Hotel de Inmigrantes, el cual estaba tan sobrepoblado que tuvieron que pelear por su comida. Muchas de las mujeres fueron internadas en conventos. A otros los enviaron al interior de la provincia para fundar una colonia irlandesa en Napostá, cerca de Bahía Blanca. Unos ochocientos inmigrantes se dirigieron a Bahía Blanca. En 1891, varios regresaron a Buenos Aires y reemigraron a Irlanda, Estados Unidos y Australia.
Horrorizado por las noticias que llegaban a Irlanda, el Arzobispo de Cashel, Thomas W. Croke, publicó una carta en el Freeman's Journal en 1889 titulada: "Argentina: Tierra de promesas rotas":

Solemnemente ruego encarecidamente a mis pobres compatriotas que, si valoran su felicidad, jamás pongan un pie en la República Argentina.

Poco después, con la salud quebrantada y afectado por el escándalo del Dresden, Dillon regresa a Irlanda y muere en Dublín el 11 de junio de 1889.
Como resultado de este escándalo se detuvo la inmigración irlandesa hacia la Argentina. En 1891 se fundaron dos hogares para los niños huérfanos: el Instituto Keating para niñas y el Instituto Fahy para niños.